# Meierijstad
Meierijstad  er en kommune  i den sydlige provins Noord-Brabant i Nederlandene. Kommunen blev oprettet den 1. januar 2017 og består af tre tidligere kommuner, Veghel (38.283 indbyggere), Schijndel (23.643) og Sint-Oedenrode (17.905). Meierijstad er med ca. 80.000 indbyggere den syvendestørste kommune i Noord-Brabant.